# 三国策
三国策，亦称三国策ONLINE（三国策OL），是一款以三国文化为背景的回合制半即时策略类、棋牌类网络游戏。有学术研究指出，该游戏虽较多地遵照了三国文化的原貌，但游戏者可以对史实进行大幅度随意改写，三国文化成为营销游戏的手段；且游戏形象重视游戏者的视觉消费，与真实形象相差较大。

## 外部連結
- 三国策Online（三国策在线）（页面存档备份，存于）